# Nufenen
Nufenen (föråldrade rätoromanska namnformer Novagnas, Nueinas) är en ort och tidigare kommun i regionen Viamala i kantonen Graubünden, Schweiz. Kommunen blev 2019 en del av den nya kommunen Rheinwald.

## Historia
Området användes som betesmark av rätoromaner i Schams fram till 1280-talet, då det började bebyggas av tyskspråkiga walser. Kyrkan är sedan omkring 1530 reformert. 
Nufenen var fram till cirka 1800 den största byn i den nu avskaffade kretsen Rheinwald, varefter den överflyglades av Splügen.